# Кодін Михайло Іванович
Михайло Іванович Кодін (28 червня 1943, місто Кіровабад, тепер Гянджа, Азербайджан — 10 квітня 2009, місто Москва, Російська Федерація) — радянський діяч, голова Контрольно-ревізійної комісії КП Молдови, заступник голови Центральної контрольної комісії КПРС. Член Центральної контрольної комісії КПРС та член Президії і Бюро Президії ЦКК КПРС у 1990—1991 роках. Народний депутат РСР Молдови. Доктор соціологічних наук, професор, віцепрезидент Російської академії соціальних наук, дійсний член Російської академії природничих наук, дійсний член Російської інженерної академії, почесний професор Хейлунцзянської академії Китаю, професор Варшавського гуманітарного інституту Польщі, заслужений професор Сучасного гуманітарного інституту Москви.

## Життєпис
Народився в родині робітника. Трудову діяльність розпочав у 1960 році слюсарем Кишинівського електромеханічного заводу імені Котовського.
У 1966 році закінчив Кишинівський політехнічний інститут.
Член КПРС з 1966 року.
У 1966—1972 роках — інструктор, завідувач сектору, заступник завідувача відділу ЦК ЛКСМ Молдавії.
У 1972—1973 роках — завідувач організаційного відділу Ленінського районного комітету КП Молдавії міста Кишинева.
У 1973—1976 роках — відповідальний організатор, завідувач сектору ЦК ВЛКСМ у Москві.
У 1976—1980 роках — завідувач відділу Кишинівського міського комітету КП Молдавії.
У 1979 році закінчив Московську вищу партійну школу.
У 1980—1986 роках — інструктор ЦК КПРС у Москві.
У 1986—1989 роках — заступник завідувача сектору, консультант загального відділу ЦК КПРС у Москві.
У 1989—1990 роках — завідувач відділу організаційно-партійної і кадрової роботи ЦК КП Молдови.
У 1990 — січні 1991 року — голова Контрольно-ревізійної комісії КП Молдови.
10 жовтня 1990 — серпень 1991 року — член Бюро Президії Центральної контрольної комісії КПРС. 30 січня — серпень 1991 року — заступник голови Центральної контрольної комісії КПРС.
З 1992 року — проректор, директор Інституту соціального менеджменту в Москві, завідувач кафедри соціології управління та соціальної інженерії Російського державного соціального університету, віцепрезидент Російської академії соціальних наук. Автор понад 30 наукових праць.
Був радником голови Ради Федерації Федеральних Зборів Російської Федерації С. Миронова.
Помер 10 квітня 2009 року. Похований в Москві.

## Нагороди та відзнаки
- медалі